# 莫岛角鸮
莫岛角鸮（學名：Otus moheliensis），鴟鴞科角鴞屬下的一種，是科摩羅群島的特有種。
此鳥僅在科摩羅群島內，莫愛利島上的其中一座山上生活。種群數目大約為400頭。由於分佈狹窄，因此在IUCN紅色名錄內列為極危物種。其棲地正面臨大規模的森林開伐威脅。

## 外部連結
- 國際鳥盟介紹 （页面存档备份，存于）